# Loulouni
Loulouni è un comune rurale del Mali facente parte del circondario di Kadiolo, nella regione di Sikasso.
Il comune è composto da 26 nuclei abitati:
- Banankoro
- Bilasso
- Borioni
- Dougoucourani
- Faco Kourou
- Kadondougou
- Katiorniba
- Katogola
- Kebeni
- Komoro
- Lanfiala
- Loulouni
- N'Dosso

- N'Golokasso
- Niegouasson
- Nierouani
- Ouattarasso
- Perasso
- Senina
- Serekeni
- Sibirasso
- Siranikoroni
- Sirikasso
- Soroble
- Woroni
- Zanso